# Cobalto-60
Il cobalto-60, 6027Co, è un isotopo radioattivo sintetico del metallo cobalto. A causa della sua corta emivita, pari a 5,27 anni, il cobalto-60 non si trova in natura. Viene prodotto artificialmente per attivazione neutronica del 
5927Co. Il cobalto-60 decade per decadimento beta negativo nell'isotopo nichel-60 in uno stato eccitato. Il nucleo di nichel-60 energizzato emette due raggi gamma con energie di 1,17 e 1,33 MeV per diventare nichel-60 stabile e dunque l'equazione nucleare complessiva della reazione è:
5927Co + n → 6027Co → 6028Ni + e− + γ

## Attività
In relazione alla sua emivita, l'attività radioattiva massima del cobalto-60 ammonta a 44 PBq/kg. La sua costante di dose è pari a 972 aSv·m²/decadimento. Questo permette il calcolo della dose equivalente, che dipende dalla distanza e dall'attività radioattiva.
Ad esempio una sorgente di cobalto-60 da 2,8 GBq, equivalente a 60 μg di cobalto-60, genera una dose di 1 mSv alla distanza di 1 m nell'arco di 1 h. L'ingestione ne riduce la distanza a pochi millimetri, quindi si raggiunge la stessa dose in pochi secondi.
Le sorgenti per i test, come quelle utilizzate per gli esperimenti di laboratorio sono solitamente inferiori a 100 kBq. I dispositivi per compiere saggi non distruttivi sui materiali invece utilizzano sorgenti che possono superare i TBq.
Le alte energie dei gamma emessi producono un significativo difetto di massa nel nichel-60 prodotto del decadimento, pari a 0,003 u. L'emivita breve contribuisce ulteriormente all'elevato tasso di dose, pari a circa 20 kW/kg: circa 30 volte quello del plutonio-238 (il quale avendo un'emivita di 87 anni può essere usato nel Generatore termoelettrico a radioisotopi nelle missioni spaziali di lungo termine).

## Schema del decadimento

Schema di decadimento del ^{60}Co e ^{60m}Co.

Il diagramma mostra uno schema di decadimento (semplificato) del cobalto-60 60mCo. Vengono mostrate le principali transizioni di decadimento-β. La probabilità di decadimento-β per una popolazione di atomi del livello energetico intermedio di 2,1 MeV ammonta allo 0,0022%, con un'energia massima di 665,26 keV. I trasferimenti di energia tra i tre livelli generano sei diverse frequenze di raggi gamma. Nel diagramma sono sottolineate le due frequenze più importanti. Le energie di conversione interna sono molto sotto i principali livelli di energia.
Il 60mCo è un isomero nucleare del cobalto-60. Dopo una emivita di 10,467 minuti e l'emissione di 58,59 keV sotto forma di raggi gamma si trasforme in 
6027Co:
Co60m(IT)Co60
Con una bassa probabilità il 60mCo decade in modo β e popola i due livelli "2+" del nichel-60.

## Applicazioni

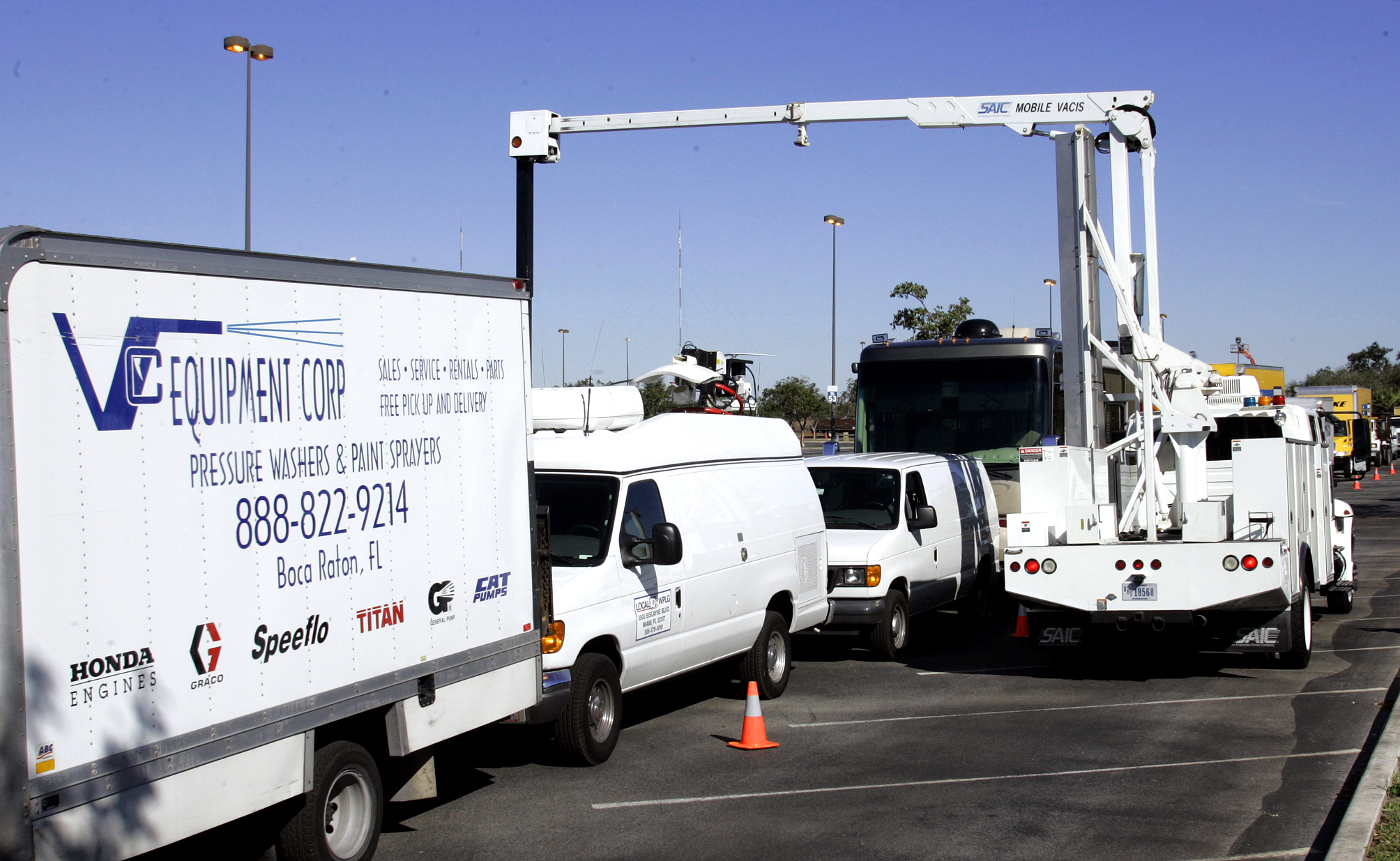
Scansione di un'auto utilizzando un dispositivo a raggi gamma prodotti dal decadimento del Co-60.

L'energia del decadimento β è bassa ed è facilmente schermabile. Ambedue le forti frequenze gamma hanno all'incirca la stessa magnitudine, e dunque il cobalto-60 viene utilizzato come una fonte di raggi gamma con energie di circa 1,3 MeV.

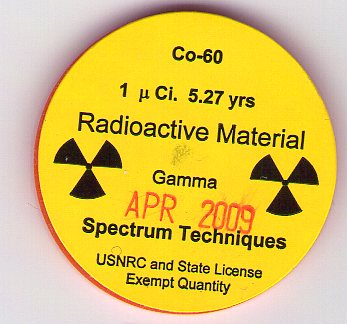
Un contenitore commerciale con una piccola quantità di cobalto-60 come sorgente certificata di raggi gamma ad uso scientifico.

Tra i principali utilizzi per il cobalto-60 si possono citare:
- come un tracciante per le vie del cobalto nelle reazioni chimiche;
- nella sterilizzazione delle attrezzature mediche;
- come sorgente di radiazioni per la radioterapia medica;
- come fonte di radioattività per la radiografia industriale;
- come fonte radioattiva per sistemi di livellatura e per calibri di spessore;
- come fonte radioattiva per l'irraggiamento dei cibi e nell'irraggiamento del sangue;
- come sorgente di raggi gamma per semi destinati a mutazioni genetiche, nei campi gamma;
- come sorgente radioattiva per l'utilizzo in laboratorio;
- come sorgente radioattiva, abbinata ad uno scintillatore, per la misura del livello dell'acciaio liquido in lingottiera nel processo di colata continua.

Il cobalto-60 potrebbe essere un mezzo di riscaldamento efficiente per un generatore termoelettrico a radioisotopi. Comunque, in contrasto con il più comunemente adoperato plutonio-238, la sua potenza praticamente si esaurisce dopo 10 anni. Inoltre è più difficile assorbire la potenza dei raggi-γ del cobalto-60 rispetto alla potenza delle particelle-α emesse dal 
23894Pu.
Il cobalto-60 potrebbe inoltre essere usato per "salificare" una bomba al cobalto. Questo è una tipologia di arma nucleare, ipoteticamente fattibile ma estremamente "sporca" (tale da entrare nella categoria della fantascienza come ordigno dell'apocalisse). Ipoteticamente, una bomba nucleare con un mantello costituito da cobalto-59, esplodendo provocherebbe una istantanea irradiazione del cobalto da parte dei neutroni in eccesso provenienti dalla fissione nucleare, con conseguente trasmutazione in cobalto-60 (estremamente radioattivo).

## Sintesi
La nucleosintesi stellare del cobalto-60 viene ritenuta un passaggio fondamentale per gli elementi con numero atomico che va da 27 fino a 83, ed avverrebbe nelle esplosioni di supernova.
A causa della sua emivita estremamente breve, di 5,27 anni, sulla Terra non esiste cobalto-60 naturale. Esso viene sintetizzato bombardando Co-59 con neutroni lenti, prodotti, ad esempio, in un reattore nucleare. I reattori CANDU possono essere usati per attivare Co-59 sostituendo le barre di controllo con barre di cobalto.
5927Co + n → 6027Co

## Sicurezza
Lo smaltimento del cobalto-60 è spesso responsabile della radioattività rilevata in alcuni materiali ferrosi come gli acciai, a causa dell'affinità tra i due metalli.
Dopo essere entrato nel corpo di un mammifero vivente, la maggior parte del cobalto-60 viene escreto nelle feci. Una piccola quantità è assorbita da fegato, reni, e ossa, dove provoca degenerazione cancerogena dovuta all'irradiazione gamma.